# Lac Walsh (Lac-Jacques-Cartier)
Pour les articles homonymes, voir Walsh et Lac Walsh.
Le lac Walsh est un plan d'eau douce traversé vers l'ouest sur 0,44 km par le courant de la décharge du lac Fragasso dans le parc national de la Jacques-Cartier. Ce lac est situé entièrement dans le territoire non organisé de Lac-Jacques-Cartier, dans la municipalité régionale de comté (MRC) La Côte-de-Beaupré, région administrative de la Capitale-Nationale, dans province de Québec, dans Canada.
Le bassin versant du lac Walsh est principalement desservi du côté est par la route 175 qui relie les villes de Québec et Saguenay. Quelques routes secondaires desservent cette zone pour les besoins de la foresterie et des activités récréotouristiques, notamment la route forestière 12 qui passe au nord du lac et dans la zone entre le lac Fragasso et le lac Walsh.
La foresterie est la principale activité économique du secteur; les activités récréotouristiques, en second.
La surface du lac Walsh est généralement gelée de début décembre à fin mars; la circulation sécuritaire sur la glace se fait généralement de fin décembre à début mars.

## Géographie
Le lac Walsh comporte une longueur de 1,1 km, une largeur de 0,6 km et sa surface est à une altitude de 742 m. Ce lac encaissé entre les montagnes ressemble à un grand V inversé. Le lac Walsh traversé vers l'ouest sur 0,44 km par le courant de la décharge du lac Fragrasso, jusqu'au barrage à son embouchure.
Le lac Sautauriski est situé à 2,0 km du côté nord-est du lac Walsh; le lac Fragasso est situé à 0,3 km du côté nord-est du lac; et le cours de la rivière Jacques-Cartier passe à 7,8 km du côté ouest du lac.
Le lac Walsh a une superficie de 34 ha. Un barrage de régulation des eaux a été construit en 2005 à l'embouchure du lac Walsh permettant une hauteur de retenue d'eau de 2,4 m pour une capacité de réservoir de 816 000 m3.
À partir de l'embouchure du lac Walsh, le courant descend d'abord sur 1,2 km vers l'ouest, puis bifurque le nord, où les eaux se déchargent au fond de la baie ouest du lac des Alliés. De là, le courant remonte sur 1,3 km vers le nord, pour rejoindre le courant venant de la décharge de la rivière Rocheuse (venant du nord). Puis, le courant de cette dernière traverse sur 2,7 km vers l'ouest le lac des Alliés jusqu'à son embouchure. De là, le courant suit successivement le cours de la rivière Rocheuse sur 3,8 km; sur 4,6 km vers le sud-ouest en suivant le cours de la rivière du Malin; puis sur km généralement vers le sud en empruntant le courant de la rivière Jacques-Cartier jusqu'à la rive nord-est du fleuve Saint-Laurent.

## Toponymie
L'appellation "Walsh" s'avère un patronyme de famille d'origine anglaise.
Le toponyme "lac Walsh" a été officialisé le 1er juin 1971 par la Commission de toponymie du Québec.